# 리패키지
리패키지(영어: repackage, reissue) 또는 재발매 음반은 이미 발표된 음반에 다른 곡이나 뮤직비디오와 같은 콘텐츠를 추가하여 출시하는 음반을 의미한다. 리마스터링 음반도 재발매 음반의 한 종류이다.

## 사례
리패키지 음반은 대한민국 음악계에서 많이 사용되는 방식이며, 2003년 러브홀릭스의 《Re_all florist》와 같은 리패키지 앨범이 있다. 2010년대 중반에 들어서는 대한민국 아이돌계에서 더 많은 리패키지 음반이 등장하고 있으며, 2010년대 후반에 들어서는 EP 리패키지도 발매되고 있다.
한편 영미권에서도 리패키지 방식이 종종 사용되며, 일본 음악계에는 리패키지 방식이 없다.